# Julian Barnes

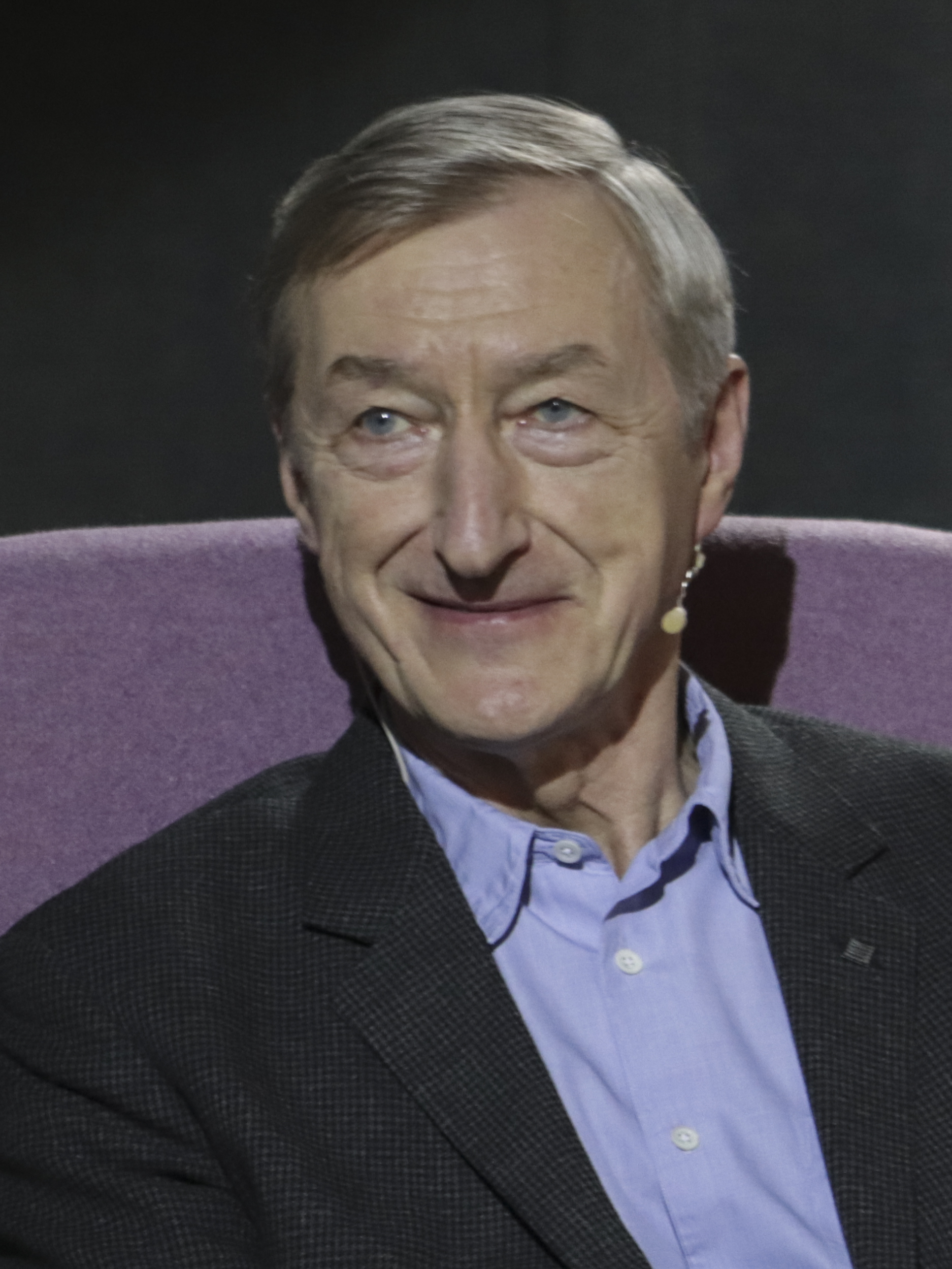
Julian Barnes, 2019.

Julian Patrick Barnes (Leicester, 19 januari 1946) is een Brits schrijver. Zijn boeken zijn in meer dan dertig talen vertaald; zijn bekendste werk is Flaubert's Parrot uit 1984. Naast zijn eigen naam gebruikt Barnes ook verschillende pseudoniemen zoals Dan Kavanagh, Edward Pygge en Basil Seal.

## Biografie
Zijn opleiding genoot hij aan gerenommeerde onderwijsinstellingen zoals de City of London School en het Magdalen College in Oxford. Na zijn opleiding werkte hij als lexicograaf en later als journalist. Hij schreef onder meer recensies voor The Observer en The Sunday Times. Pas later ging hij zich voltijds toeleggen op het schrijven.
Julian Barnes is een broer van de filosoof Jonathan Barnes. Hij was gehuwd met de literaire agent Pat Kavanagh, die in 2008 overleed en over wie hij schreef in Levels of Life (Hoogteverschillen) en aan wie hij ook zijn roman The Sense of an Ending (2011) opdroeg.

## Onderscheidingen
Voor The Sense of an Ending werd Barnes in 2011 de prestigieuze Man Booker Prize voor fictie toegekend. In Frankrijk werd hij onderscheiden met de Prix Médicis voor Flaubert's Parrot en met de Prix Femina voor Talking it Over. Ook ontving hij de Grote Oostenrijkse Staatsprijs voor Europese literatuur, 2004, en in 2011 kreeg hij de David Cohen Prize voor de literatuur.

## Werken
- Elizabeth Finch (2022), roman
- The Man in the Red Coat (2019) (De man in de rode mantel, 2019), biografische roman over Samuel Pozzi
- The Only Story (2018) (Het Enige Verhaal, 2018): roman over eerste liefde
- The Noise of Time (2016) (Het tumult van de tijd, 2016): roman over Dmitri Sjostakovitsj
- Levels of Life (2013) (Hoogteverschillen, 2013): een bundeling van drie essays
- The Sense of an Ending (2011) (Alsof het voorbij is, 2011): roman over de (on)betrouwbaarheid van het geheugen
- Through the Window (2011) (Uit het raam, 2013): een bundeling van essays
- Pulse (2010) (Polsslag, 2011): zeer uiteenlopende verhalen waarin de personages worden voortgestuwd door de hartenklop van het leven
- Nothing to be Frightened of (2008) (Niets te vrezen, 2008)
- Arthur & George (2005) (Arthur & George, 2006): roman
- The Lemon Table (2004) (De citroentafel, 2005)
- The Pedant in the Kitchen (2003) (Wijsneus in de keuken, 2013)
- In the Land of Pain (2003): Barnes vertaling van Alphonse Daudets La Doulou, aantekeningen van het verloop van zijn syfilisaandoening.
- Something to Declare (2002) (Iets aan te geven? Berichten uit Frankrijk, 2001)
- Love, etc. (2000) (Liefde, enz., 2001)
- England, England (1998) (Engeland, Engeland, 1999): een satire over Engeland
- Cross Channel (1996) (Over het Kanaal, 1998): verhalenbundel over Engelsen die zich vestigden in Frankrijk
- Letters from London (1995) (Brieven uit Londen, 1996)
- The Porcupine (1992) (Het stekelvarken, 1993)
- Talking it Over (1991) (Trioloog, 1992)
- A History of the World in 10½ Chapters (1989) (Een geschiedenis van de wereld in 10½ hoofdstuk, 1991): verhaal over schepen en schipbreuken, het verhaal bevat ook verwijzingen naar Bijbelse verhalen en gebeurtenissen uit de geschiedenis
- Staring at the Sun (1986) (In de zon kijken, 1986): verhaal over het leven van een jonge vrouw in het naoorlogse Engeland
- Flaubert’s Parrot (1984) (Flauberts papegaai, 1985): een van Barnes' meesterwerken, de oudere arts Geoffrey Braithwaite trekt na de dood van zijn echtgenote naar Frankrijk, waar hij op zoek gaat naar sporen van zijn idool, Gustave Flaubert
- Before She Met Me (1982) (Voor ze me kende, 1986): duister verhaal over een jaloerse geschiedkundige die compleet geobsedeerd raakt door het verleden van zijn nieuwe vrouw
- Metroland (1980) (Metroland, 1992): semi-autobiografisch werk, de jonge Christopher verlaat Engeland voor het Parijs van 1968

- Bibsys: 90073072
- Biblioteca Nacional de España: XX938271
- Bibliothèque nationale de France: cb120582437 (data)
- Catàleg d'autoritats de noms i títols de Catalunya: 981058522918806706
- CiNii: DA0368147X
- Digitale Bibliotheek voor de Nederlandse Letteren: barn016
- Gemeinsame Normdatei: 119365057
- International Standard Name Identifier: 0000 0001 2025 6845
- Library of Congress Control Number: n80019845
- Nationale Bibliotheek van Letland: 000027717
- MusicBrainz: 43ba8080-03da-48c4-9fc6-8b2387665400
- Bibliotheek van het Japanse parlement: 00462825
- Nationale Bibliotheek van Tsjechië: jn19990000458
- Nationale bibliotheek van Australië: 36535934
- Nationale Bibliotheek van Israël: 987007258264805171
- Nationale Bibliotheek van Polen: a0000002784365
- Nationale en Universitaire bibliotheek Zagreb: 000034454
- Nederlandse Thesaurus van Auteursnamen: 070881960
- Réseau des bibliothèques de Suisse occidentale: 02-A000016370
- Istituto Centrale per il Catalogo Unico: CFIV090065
- LIBRIS: 218414
- SNAC: w64f1wn6
- Système universitaire de documentation: 028826647
- Trove: 1278732
- Virtual International Authority File: 51710796
- WorldCat: E39PBJvMx7trw3bV6qCr4Fx7HC